# Phoebe Banks
Phoebe Banks (Leeds, 14 de diciembre de 2000) es una deportista británica que compite en saltos de plataforma. Ganó dos medallas en el Campeonato Europeo de Saltos, en los años 2017 y 2019.

## Palmarés internacional
| Campeonato Europeo | Campeonato Europeo | Campeonato Europeo | Campeonato Europeo     |
| Año                | Lugar              | Medalla            | Prueba                 |
| ------------------ | ------------------ | ------------------ | ---------------------- |
| 2017               | Kiev (Ucrania)     | Medalla de oro     | Plataforma 10 m sincro |
| 2019               | Kiev (Ucrania)     | Medalla de plata   | Plataforma 10 m sincro |